# Apollodoros z Damaszku
Apollodoros z Damaszku (łac. Apollodorus)  (ur. ok. 60, zm. ok. 130) – architekt rzymski pochodzenia syryjskiego.

## Życiorys
Urodził się w Syrii. Stamtąd wyjechał do Rzymu i od 97 roku pracował dla cesarza Trajana. Pierwsze sukcesy odniósł jako inżynier wojskowy. W czasie I wojny dackiej (101–102 n.e.) wsławił się zbudowaniem mostu pontonowego przez Dunaj. Podczas II wojny dackiej przerzucił przez tę rzekę, niedaleko Żelaznej Bramy, Most Trajana – drewniany most stały o długości ponad 1000 metrów, który opierał się na betonowych filarach (ich pozostałości zachowały się do początku XX wieku). Oba mosty zostały uwiecznione na Kolumnie Trajana.
Później Apollodoros zaprojektował i zbudował w Rzymie liczne budowle: Forum Trajana, odeon na kolistym planie, Termy Trajana i – co jednak nie jest pewne – Panteon oraz hale targowe na planie półkola przylegające do Forum Trajana. Przypisuje mu się również projekt portu Trajana w Ostii i łuki Trajana w Benewencie i Ankonie.
Apollodoros wprowadził do architektury rzymskiej wiele elementów zaczerpniętych z budownictwa wschodniego, m.in. monumentalne założenia, stopniowanie elementów wizualnych i niezwykłą ozdobność.
Kariera Apollodorosa miała skończyć się, gdy skrytykował zaprojektowaną przez następcę Trajana, Hadriana, podwójną świątynię Wenus i Romy. Na rozkaz cesarza miał zostać zesłany, a później prawdopodobnie stracony.
Jest autorem dzieła o sztuce oblężniczej Poliorketika, które dedykował Hadrianowi. Do naszych czasów zachowały się tylko jego fragmenty z rysunkami w bizantyjskim rękopisie.

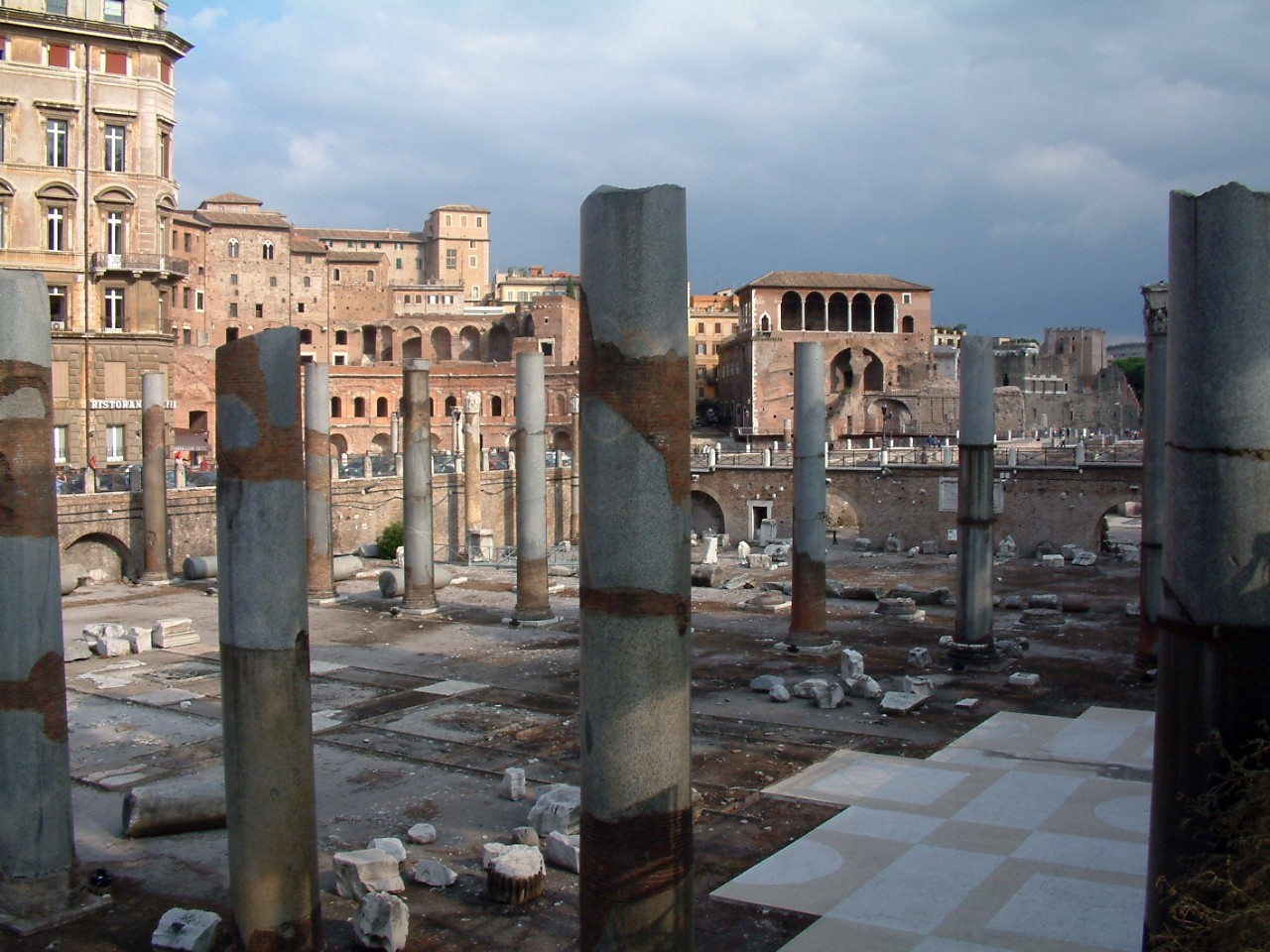
Pozostałości Bazyliki Ulpia – jednej z budowli na Forum Trajana
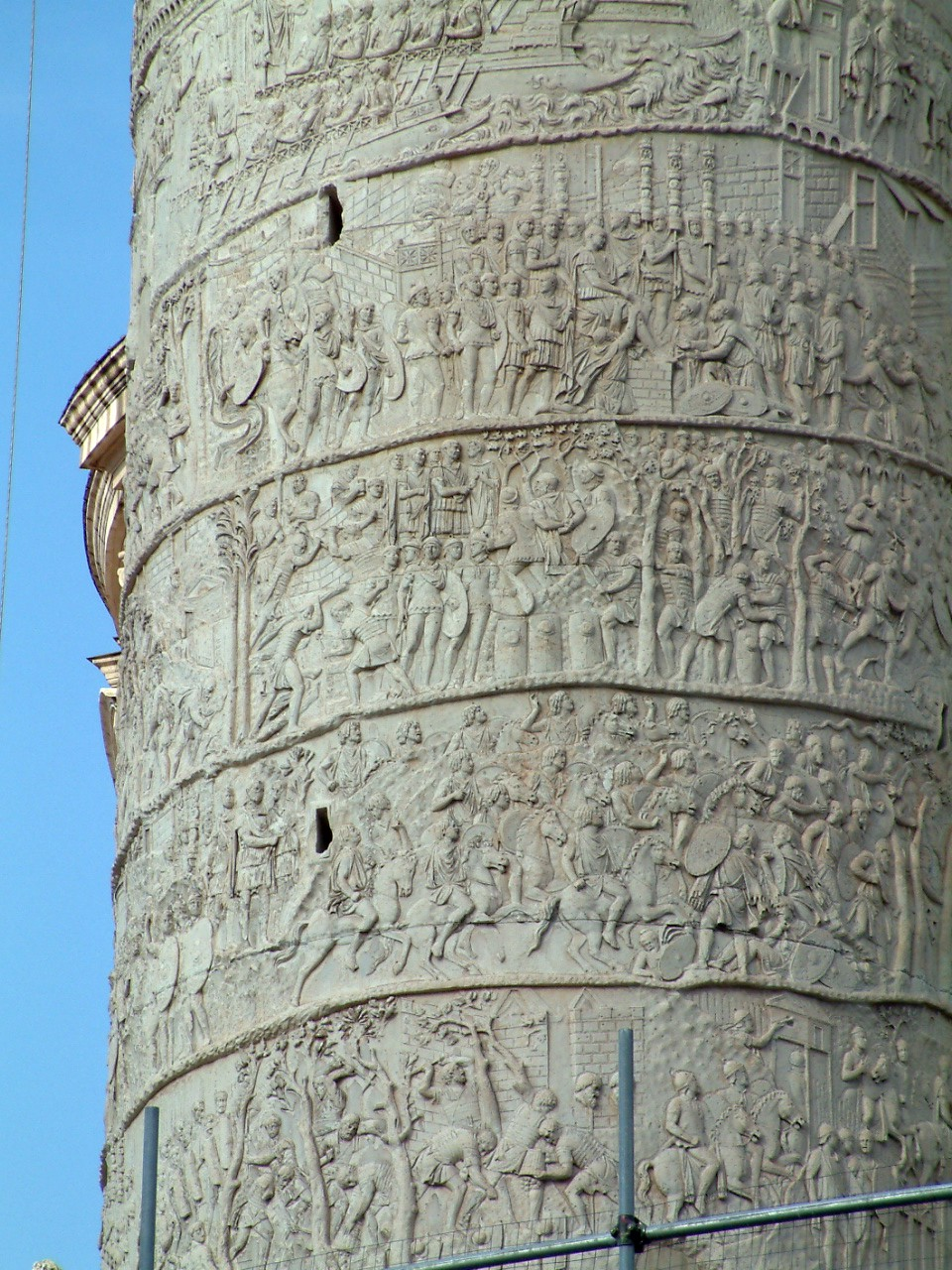
Kolumna Trajana
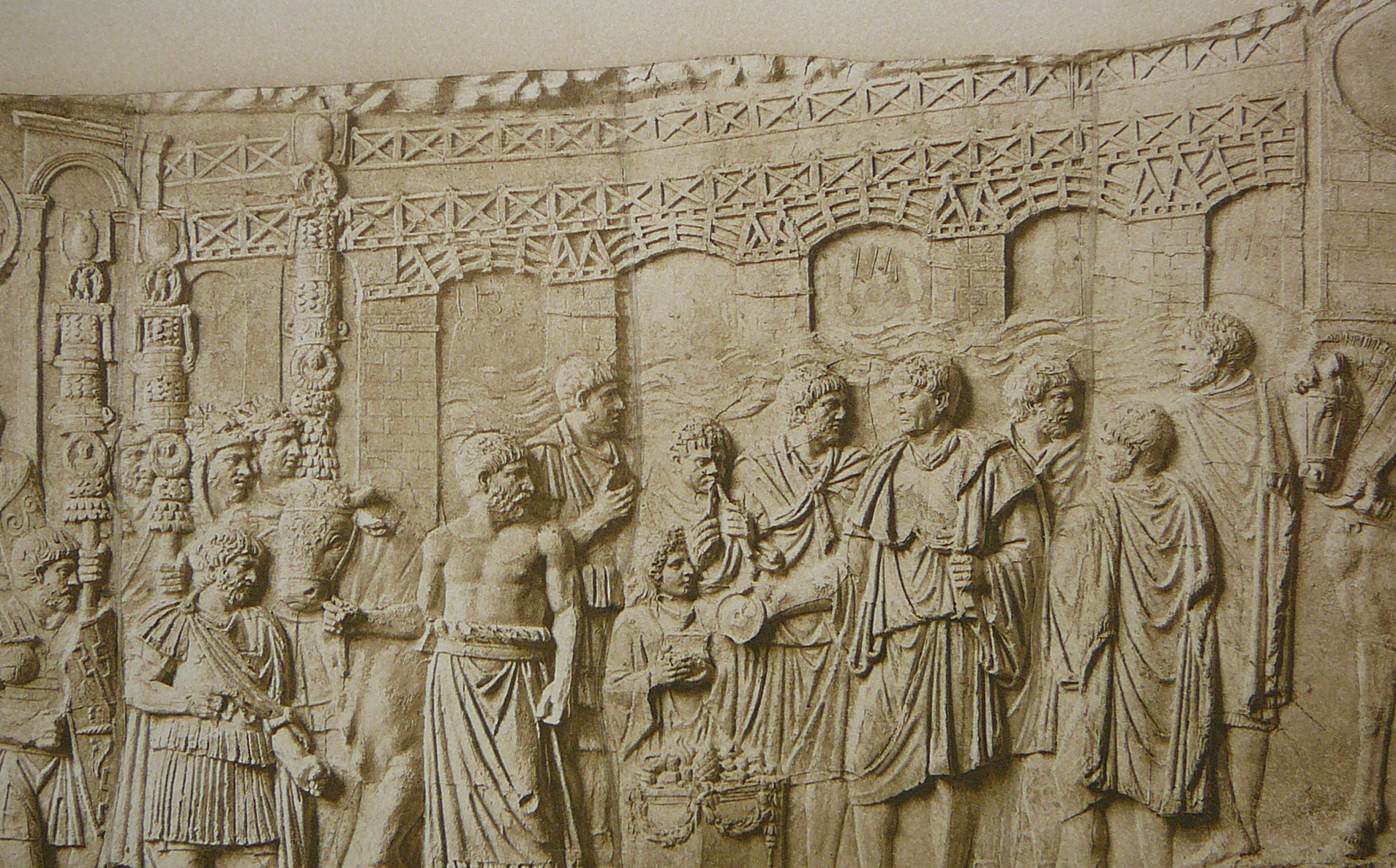
Relief na Kolumnie Trajana – w głębi widoczny most Trajana